# Briscoe County
Briscoe County je okres ve státě Texas v USA. K roku 2010 zde žilo 1 637 obyvatel. Správním městem okresu je Silverton. Celková rozloha okresu činí 2 336 km².